# وآن وآيثنقون

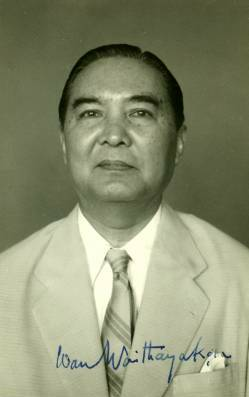
وآن وآيثنقون

صاحب السمو الملكي وآن وآيثنقون، (Wan Waithayakon) (1891-1976) ، كان دبلوماسي تايلندي. تم انتخابه رئيساً للدورة الحادية عشرة للجمعية العامة للأمم المتحدة (1956-1957) ، بينما كان ممثلاً دائماً في تايلاند لدى الأمم المتحدة. كان حفيد الملك مونغكوت (راما الرابع).

## النشأة والتعليم
ولد الأمير وان في 25 أغسطس 1891 في بانكوك. بدأ تعليمه في مدرسة Suan Kularb و Rajvidyalai (King's College) قبل مواصلة تعليمه في إنجلترا حيث حصل على شهادة بمرتبة الشرف في التاريخ من كلية معهد باليول في أوكسفورد. كما شارك وان أيضًا في كتاب العلوم السياسية (معهد الدراسات السياسية بباريس) المعروف في جامعة العلوم في باريس.